# 1974-es wimbledoni teniszbajnokság
Az 1974-es wimbledoni teniszbajnokság az év harmadik Grand Slam-tornája, a wimbledoni teniszbajnokság 88. kiadása volt, amelyet június 24–július 6. között rendeztek meg. A férfiaknál az amerikai Jimmy Connors, nőknél a szintén amerikai Chris Evert nyert.

## Döntők

### Férfi egyes
Jimmy Connors –  Ken Rosewall, 6–1, 6–1, 6–4

### Női egyes
Chris Evert –  Olga Morozova, 6–0, 6–4

### Férfi páros
John Newcombe /  Tony Roche –  Robert Lutz /  Stan Smith, 8–6, 6–4, 6–4

### Női páros
Evonne Goolagong /  Peggy Michel –  Helen Gourlay /  Karen Krantzcke, 2–6, 6–4, 6–3

### Vegyes páros
Owen Davidson /  Billie Jean King –  Mark Farrell /  Lesley Charles, 6–3, 9–7

## Juniorok

### Fiú egyéni
Billy Martin –  Ashok Amritraj, 6–2, 6–1

### Lány egyéni
Mima Jaušovec –  Mariana Simionescu, 7–5, 6–4
A junior fiúk és lányok páros versenyét csak 1982-től rendezték meg.